# Chris Wondolowski
Christopher Elliott Wondolowski (Danville, Kalifornia, 1983. január 28. –) lengyel származású amerikai válogatott labdarúgó. Wondolowski volt az MLS gólkirálya 2010-ben és 2012-ben, a liga egyik legjobb csatára lett. Beceneve "Wondo".

## A kezdetek
Wondolowski a kaliforniai Concordban található De La Salle High Schoolban játszott középiskolai szinten, itt bekerült az All-Bay Valley Athletic League első csapatába, az all-East Bay díjat 2000-ben és 2001-ben is elnyerte. Két körzet "Év játékosa" díját is elnyerte a helyi médiától. Wondolowski klubszinten a Diablo Valley Soccer Clubban (DVSC) és a Danville Mustang Soccer Associationben játszott.
Középiskolai labdarúgását egy ideig szüneteltette a Chico State University kedvéért, itt 39 gólt szerzett 84 mérkőzésen. A Chico Rooks negyedosztályú csapatában 17 gólt szerzett a 2004-es szezonban.

## Pályafutása

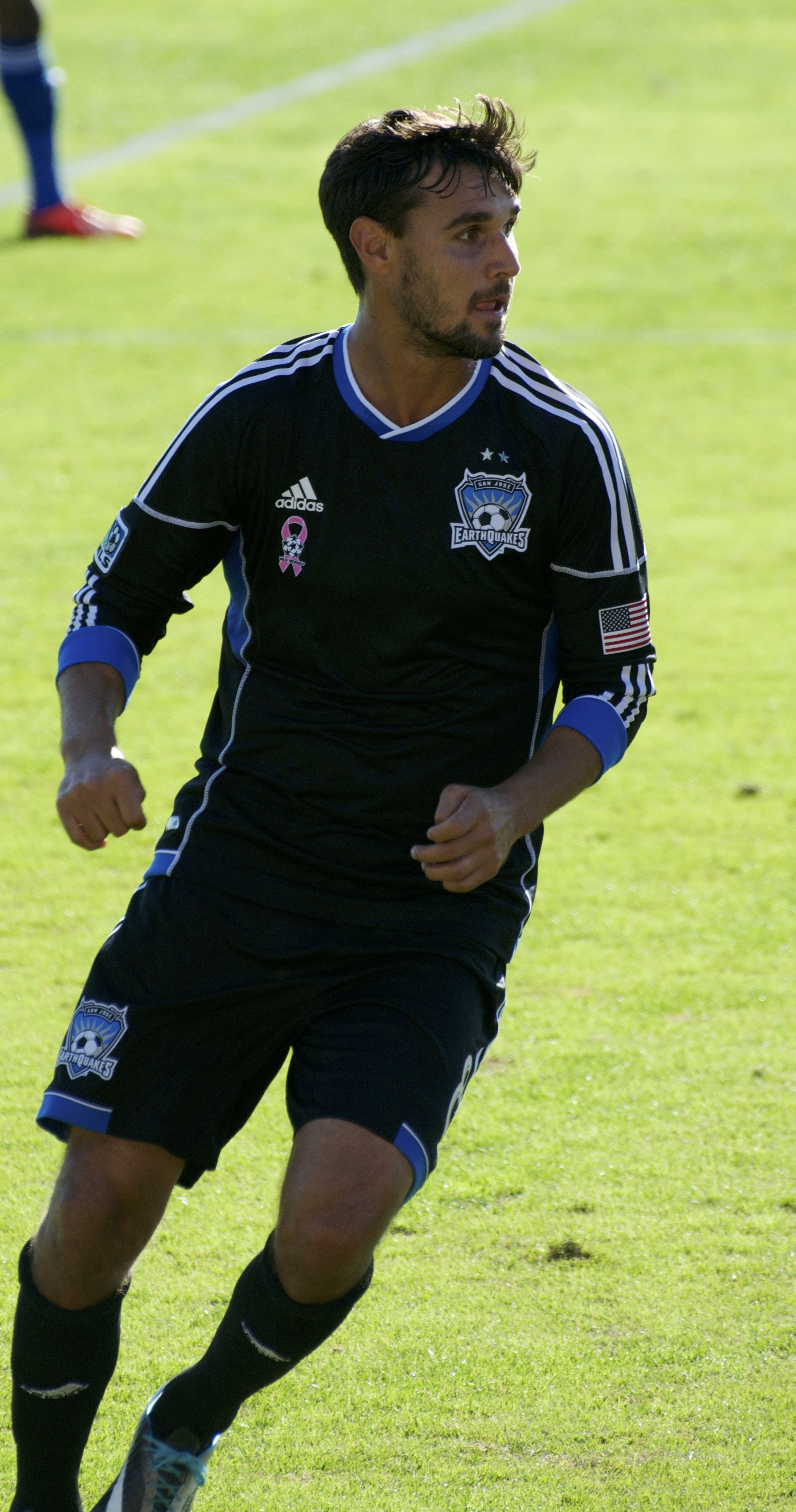
Az FC Dallas ellen 2013-ban

### San Jose Earthquakes (2005)
Wondolowskit a San Jose Earthquakes összességében a 41. helyen draftolta a 2005-ös MLS Supplemental Drafton. Habár az MLS-ben mindössze 2 mérkőzésen lépett pályára, a tartalékcsapatban 12 meccsen 8 gólt szerzett.

### Houston Dynamo (2006–2009)
Csapattársai többségével együtt a 2006-os szezonra a Houstonhoz szerződött, ismét a tartalékcsapatot vezette góljaival, 11 meccsen 13 alkalommal talált be. Első MLS-gólját 2006. augusztus 30-án a Chicago Fire-nek lőtte.
2007-ben betalált a Pachuca elleni CONCACAF-bajnokok ligája-elődöntőn, de a Houston a visszavágón kiesett. Wondolowski első US Open Kupa-gólját ugyanezen év augusztus 23-án szerezte az FC Dallas 3–0-s legyőzésekor. Pályafutása második MLS-gólját – egy Chicago elleni kis lövést – 2007. július 12-én szerezte.
2008-ban Wondolowski ismét rendre a tartalékcsapatban szerepelt, de különböző sorozatokban az első csapatban is lehetőséget kapott. A Charleston Battery elleni US Open-kupadöntőben ő volt a csapatkapitány, a vesztes büntetőpárbajban belőtte tizenegyesét.
Negyedik houstoni gólját a New York Red Bulls ellen szerezte 2009. május 16-án, ez volt az MLS történetének 7000. gólja.

### Visszatérés San Joséba (2009–)
Wondolowski Cam Weaverért cserébe igazolt a San Jose Earthquakesbe 2009 júniusában. Az átigazolással Wondolowski több lehetőséghez jutott, 14 meccsen 3 gólt lőtt.
Wondolowski a 2010-es szezonban tört be, ekkor 26 mérkőzésen 18 gólt szerzett, a San Josét az MLS-playoffba vezette. A 18 alapszakaszbeli gól volt a legtöbb a ligában, így elnyerte az MLS-aranycipőt. Első playoff-gólját a New York ellen szerezte, a San José összesítésben 3–2-re nyert.
Wondolowski a 2011-es szezonban első gólját mindössze 5 perccel a szezon kezdete után az FC Dallasnak lőtte. A 16-oson belül szerzett labdát, majd a labdát átemelte a tehetetlen Kevin Hartman felett. Második gólját a meccsen a 23. percben lőtte, miután a Dallasnak nem sikerült felszabadítani. A szezont Dwayne De Rosarióhoz hasonlóan 16 góllal fejezte be, de a holtverseny esetén érvényes rangsorolás értelmében elvesztette az MLS-aranycipőt.
Wondolowski 2012 februárjában új szerződést írt alá a San Joséval. A részleteket nem hozták nyilvánosságra.
Wondolowski részt vett a Chelsea elleni 2012-es MLS All-Star Game-en. A találkozón John Terry fogta, a 21. percben gólt szerzett. Az NBC Sports Network a Wondolowski megérkezését követő 36 órában forgatta le az MLS 36 következő epizódját, ez tartalmazta a játékos Philadelphiába (a gála helyszínére) való megérkezést és magát a meccset. A filmből kiderült, Terry a félidőben ki volt akadva, az amerikai játékos fogását "rémálomnak" nevezte. 2012. október 6-án Wondolowski vált a San Jose Earthquakes örök góllövőlistájának vezetőjévé, miután megszerezte pályafutása negyedik mesterhármasát, ez a Colorado Rapids elleni összecsapáson történt. A szezonban szintén beállította Roy Lassiter MLS-rekordját egy szezonon belüli 27 góljával. Az alapszakasz konklúziója az volt, hogy Wondolowski lett az első és egyetlen MLS-játékos, aki ugyanazon szezonban 4 alkalommal nyerte el a Hónap Játékosa díjat áprilisban, júniusban, szeptemberben és októberben.
Wondolowski gólszáma a 2013-as szezonban visszaesett, mindössze 13 gólt szerzett minden sorozatot összevéve, ez volt a legalacsonyabb 2009-es visszatérése óta. Ebben az alacsony számban az is közrejátszott, hogy a szezon nagy részében el volt törve a lába.
2014. augusztus 23-án Wondolowski Carlos Ruiz és Juan Pablo Angel után a 3. MLS-játékos lett, aki sorozatban 5 szezonban duplázott legalább 1 mérkőzésen.

## Statisztika

### Klubcsapatokban
| MLS rekord |

| Klub                 | Szezon            | Bajnokság                   | Bajnokság | Bajnokság | Bajnoki rájátszás | Bajnoki rájátszás | Open Cup | Open Cup | SuperLiga | SuperLiga | Bajnokok Ligája | Bajnokok Ligája | Egyéb | Egyéb | Összes | Összes |
| Klub                 | Szezon            | Liga                        | Mérk.     | Gólok     | Mérk.             | Gólok             | Mérk.    | Gólok    | Mérk.     | Gólok     | Mérk.           | Gólok           | Mérk. | Gólok | Mérk.  | Gólok  |
| -------------------- | ----------------- | --------------------------- | --------- | --------- | ----------------- | ----------------- | -------- | -------- | --------- | --------- | --------------- | --------------- | ----- | ----- | ------ | ------ |
| Chico Rooks          | 2004              | Men's Premier Soccer League | 16        | 17        | 1                 | 0                 | —        | —        | —         | —         | —               | —               | —     | —     | 17     | 17     |
| San Jose Earthquakes | 2005              | MLS                         | 2         | 0         | —                 | —                 | 1        | 0        | —         | —         | —               | —               | —     | —     | 3      | 0      |
| Houston Dynamo       | 2006              | MLS                         | 6         | 1         | —                 | —                 | 3        | 1        | —         | —         | —               | —               | —     | —     | 9      | 2      |
| Houston Dynamo       | 2007              | MLS                         | 16        | 1         | —                 | —                 | 1        | 0        | 2         | 0         | 3               | 1               | —     | —     | 22     | 2      |
| Houston Dynamo       | 2008              | MLS                         | 8         | 0         | —                 | —                 | 1        | 0        | 4         | 0         | 6               | 2               | —     | —     | 19     | 2      |
| Houston Dynamo       | 2009              | MLS                         | 7         | 2         | —                 | —                 | —        | —        | —         | —         | 1               | 0               | —     | —     | 8      | 2      |
| Houston Dynamo       | Összesen          | Összesen                    | 37        | 4         | —                 | —                 | 5        | 1        | 6         | 0         | 10              | 3               | —     | —     | 58     | 8      |
| San Jose Earthquakes | 2009              | MLS                         | 14        | 3         | —                 | —                 | —        | —        | —         | —         | —               | —               | —     | —     | 14     | 3      |
| San Jose Earthquakes | 2010              | MLS                         | 28        | 18        | 3                 | 1                 | 1        | 0        | —         | —         | —               | —               | —     | —     | 32     | 19     |
| San Jose Earthquakes | 2011              | MLS                         | 30        | 16        | —                 | —                 | 2        | 0        | —         | —         | —               | —               | —     | —     | 32     | 16     |
| San Jose Earthquakes | 2012              | MLS                         | 32        | 27        | 2                 | 0                 | 1        | 0        | —         | —         | —               | —               | —     | —     | 35     | 27     |
| San Jose Earthquakes | 2013              | MLS                         | 29        | 11        | —                 | —                 | 1        | 0        | —         | —         | 4               | 2               | —     | —     | 34     | 13     |
| San Jose Earthquakes | 2014              | MLS                         | 26        | 14        | —                 | —                 | —        | —        | —         | —         | 2               | 0               | —     | —     | 28     | 14     |
| San Jose Earthquakes | 2015              | MLS                         | 31        | 16        | —                 | —                 | 1        | 2        | —         | —         | —               | —               | —     | —     | 32     | 18     |
| San Jose Earthquakes | 2016              | MLS                         | 30        | 12        | —                 | —                 | —        | —        | —         | —         | —               | —               | —     | —     | 30     | 12     |
| San Jose Earthquakes | 2017              | MLS                         | 34        | 13        | 1                 | 0                 | 4        | 2        | —         | —         | —               | —               | —     | —     | 39     | 15     |
| San Jose Earthquakes | 2018              | MLS                         | 34        | 10        | —                 | —                 | 1        | 0        | —         | —         | —               | —               | —     | —     | 35     | 10     |
| San Jose Earthquakes | 2019              | MLS                         | 32        | 15        | —                 | —                 | 2        | 0        | —         | —         | —               | —               | —     | —     | 34     | 15     |
| San Jose Earthquakes | 2020              | MLS                         | 22        | 7         | 1                 | 1                 | —        | —        | —         | —         | —               | —               | 2     | 1     | 25     | 9      |
| San Jose Earthquakes | 2021              | MLS                         | 32        | 5         | 0                 | 0                 | —        | —        | —         | —         | —               | —               | —     | —     | 32     | 5      |
| San Jose Earthquakes | San Jose összesen | San Jose összesen           | 374       | 167       | 7                 | 2                 | 13       | 4        | —         | —         | 6               | 2               | 2     | 1     | 402    | 176    |
| MLS összesen         | MLS összesen      | MLS összesen                | 413       | 171       | 7                 | 2                 | 19       | 5        | 6         | 0         | 16              | 5               | 2     | 1     | 463    | 184    |
| Karrier összesen     | Karrier összesen  | Karrier összesen            | 429       | 188       | 8                 | 2                 | 19       | 5        | 6         | 0         | 16              | 5               | 2     | 1     | 480    | 201    |

1. ↑  Három mérkőzés és két gól az MLS is Back Tournament csoportkörében.
2. ↑  Mérkőzései az MLS is Back Tournament egyenes kieséses szakaszában.

### A válogatottban
| Amerikai Egyesült Államok | Amerikai Egyesült Államok | Amerikai Egyesült Államok |
| Év                        | Mérk.                     | Gólok                     |
| ------------------------- | ------------------------- | ------------------------- |
| 2011                      | 5                         | 0                         |
| 2012                      | 3                         | 0                         |
| 2013                      | 9                         | 6                         |
| 2014                      | 8                         | 3                         |
| 2015                      | 6                         | 1                         |
| 2016                      | 4                         | 1                         |
| Összesen                  | 35                        | 11                        |

#### Góljai az amerikai válogatottban
| #  | Dátum            | Ellenfél  | Eredmény | Kiírás                        | Esemény         |
| -- | ---------------- | --------- | -------- | ----------------------------- | --------------- |
| 1. | 2013. július 6.  | Guatemala | 6 – 0    | Barátságos mérkőzés           | 59' 71'         |
| 2. | 2013. július 10. | Belize    | 1 – 6    | CONCACAF-aranykupa csoportkör | 12' 37' 41'     |
| 3. | 2013. július 13. | Kuba      | 4 – 1    | CONCACAF-aranykupa csoportkör | 58' 66' 85'     |
| 4. | 2014. február 1. | Dél-Korea | 2 – 0    | Barátságos mérkőzés           | 4' 60' 60'      |
| 5. | 2014. április 3. | Mexikó    | 2 – 2    | Barátságos mérkőzés           | 28' 64'         |
| 6. | 2015. július 4.  | Guatemala | 4 – 0    | Barátságos mérkőzés           | 68' 86'         |
| 7. | 2016. október 7. | Kuba      | 2 – 0    | Barátságos mérkőzés           | a szünetben 62' |

## Sikerei, díjai

### Klubcsapatokban
San Jose Earthquakes
- Supporters' Shield-győztes: 2005, 2012

 Houston Dynamo
- MLS Cup-győztes: 2006, 2007

### A válogatottban
Amerikai Egyesült Államok
- CONCACAF-aranykupa (1): 2013[16]

### Egyéni
- MLS gólkirály: 2010, 2012
- MLS Év csapata: 2010, 2011, 2012
- MLS legértékesebb játékosa: 2012
- MLS All-Star tagja: 2011, 2012, 2013, 2016, 2019[17]
- CONCACAF-aranykupa gólkirály: 2013
- MLS 25 legnagyobb játékosa: (2020, az MLS első 25 évének legjobb 25 játékosa)
- MLS 100 gól
- MLS 400 mérkőzés
- San Jose-i Sport Hírességek Csarnoka: 2023[18]

### Rekordok
- MLS minden idők gólkirálya
- San Jose Earthquakes minden idők gólkirálya

## Fordítás
Ez a szócikk részben vagy egészben  a   Chris Wondolowski című angol Wikipédia-szócikk ezen változatának fordításán alapul.  Az eredeti cikk szerkesztőit annak laptörténete sorolja fel. Ez a jelzés csupán a megfogalmazás eredetét és a szerzői jogokat jelzi, nem szolgál a cikkben szereplő információk forrásmegjelöléseként.